# Morris Iemma

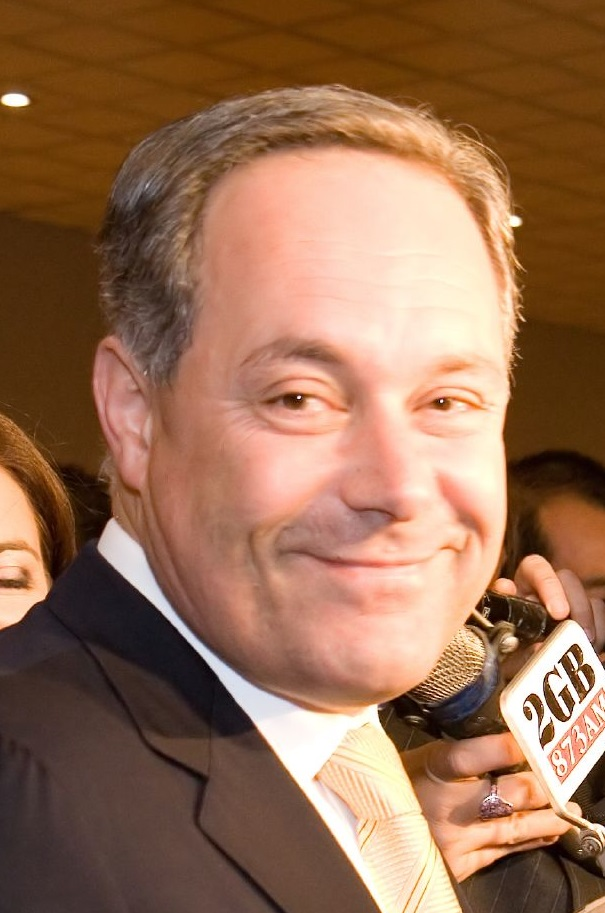
Morris Iemma (2008)

Morris Iemma (* 21. Juli 1961 in Sydney) ist ein australischer Politiker der Australian Labor Party (ALP) und war unter anderem zwischen August 2005 und September 2008 Premierminister von New South Wales.

## Leben

### Berufliche Tätigkeiten und Abgeordneter
Nach dem Schulbesuch absolvierte Iemma zunächst ein Studium der Wirtschaftswissenschaften an der Universität Sydney, das er mit einem Bachelor of Economy (B.Ec.) beendete. Ein weiteres Studium der Rechtswissenschaften an der University of Technology, Sydney (UTS) schloss er mit einem Bachelor of Laws (LL.B.) ab. Nachdem er zwischen 1984 und 1986 als Gewerkschaftsfunktionär bei der Gewerkschaft der Mitarbeiter der Commonwealth Bank of Australia tätig gewesen war, wurde er 1986 umwelt- und sozialpolitischer Berater von Senator Graham Richardson und behielt diese Funktion bis 1991.
Am 25. Mai 1991 wurde Iemma als Kandidat der Australian Labor Party erstmals zum Mitglied der Legislativversammlung (Legislative Assembly) von New South Wales gewählt. In dieser vertrat er zunächst bis zum 5. März 1999 den Wahlkreis Huntsville und danach bis zum 19. September 2008 den Wahlkreis Lakemba.
Während seiner langjährigen Parlamentszugehörigkeit war Iemma zwischen Juli 1991 und März 2005 Mitglied des Verordnungsüberprüfungsausschusses und zugleich von Oktober 1991 bis September 1992 Mitglied des Gemeinsamen Verfassungsausschusses des Parlaments von New South Wales.
Im April 1995 übernahm er sein erstes Regierungsamt als Parlamentarischer Sekretär beim Attorney General und beim Minister für industrielle Beziehungen. Anschließend war er zwischen Dezember 1997 und April 1999 Parlamentarischer Sekretär bei Premierminister Bob Carr.

### Minister und Premierminister

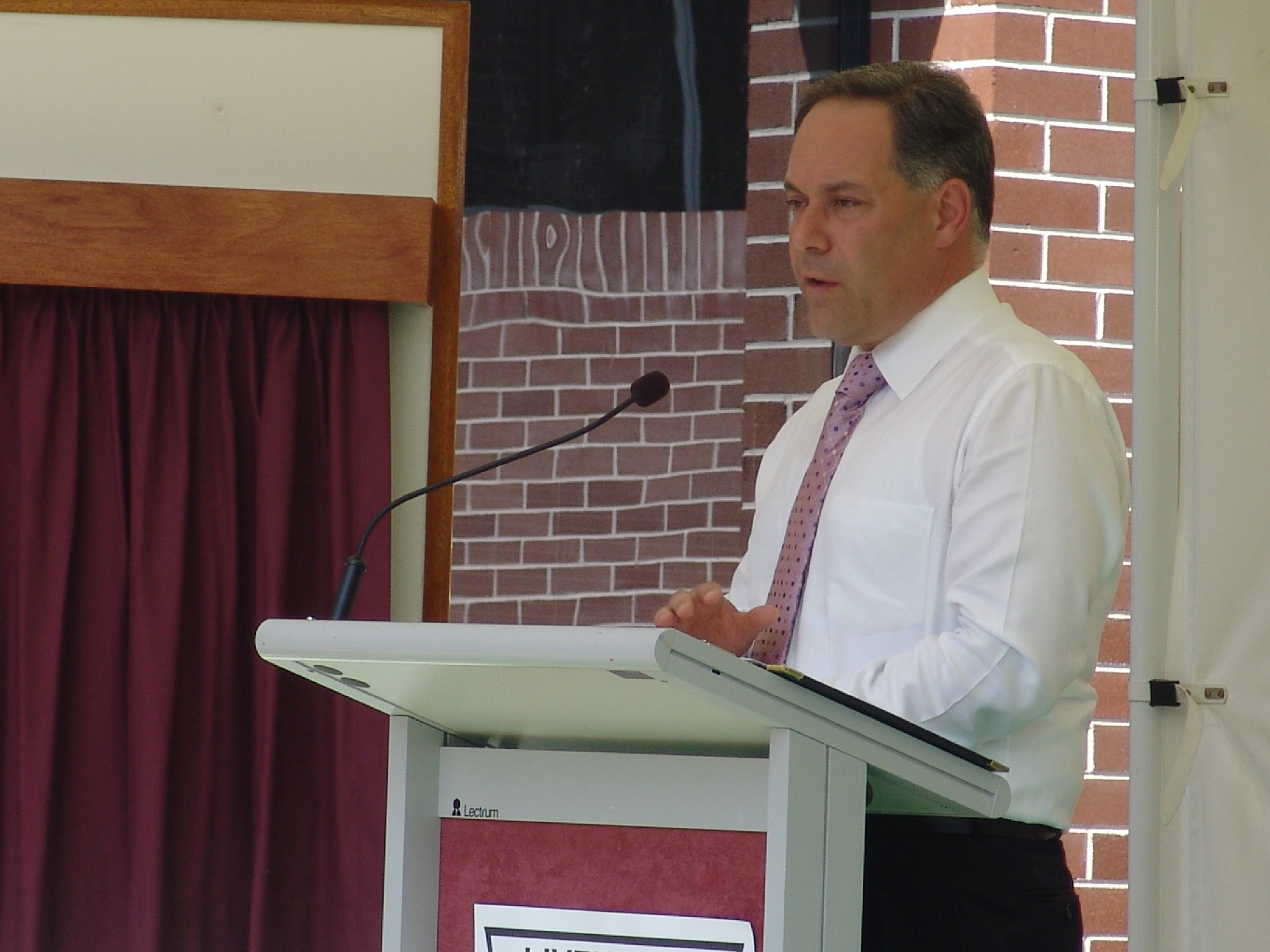
Premierminister Iemma bei einer Rede im Liverpool Hospital von Sydney (2006)

Im April 1999 wurde er von Premierminister Bob Carr als Minister beim Premierminister für Staatsangehörigkeitsangelegenheiten sowie Minister für öffentliche Arbeiten und Dienst erstmals in eine Regierung berufen. Daneben war er zwischen November 2001 und April 2003 auch Minister für Sport und Erholung in der von Carr geleiteten Regierung. Im Rahmen einer Kabinettsumbildung wurde er im April 2003 dann Gesundheitsminister und behielt diese Funktion bis August 2005.
Am 3. August 2005 wurde Iemma Nachfolger von Bob Carr als Premierminister von New South Wales und bekleidete das Amt des Regierungschefs des Bundesstaates bis zu seiner Ablösung durch seinen Parteifreund Nathan Rees am 5. September 2008. Während dieser Zeit war er außerdem Vorsitzender der ALP in New South Wales.
In dieser Zeit wurde er im September 2007 wegen seines Verhaltens während der APEC-Konferenz in Sydney unter anderem von Vertretern der Stop the War Coalition kritisiert. Während dieses Gipfels fand die größte Sicherheitsmaßnahme in der Geschichte Australiens unter Beteiligung von 3.500 Polizisten und Sicherheitskräften sowie 1.500 Abwehrkräften statt. Der Premierminister John Howard, Ieamma und die Polizei wurden heftig wegen dieser Maßnahmen kritisiert, was als Taktik heavy-handed („unbarmherzige Hand“) bezeichnet wurde, weil Greg Mcleay, ein 53-jähriger Buchhalter mit seinem elf Jahre alten Sohn ohne Kaution arrestiert wurde, als er eine Straße überquerte und zu nah an eine offizielle Fahrzeugkolonne kam, eine 2,8 Meter hohe Barriere zum Schutz vor der Öffentlichkeit in der Stadt errichtet wurde, eine 600.000 AUD teure Wasser-Hochdruckkanone speziell für diesen Protest angeschafft wurde und während der Demonstration durch zahlreiche Polizeioffiziere Identifikationsnummern abgenommen worden waren.
Während seiner Amtszeit als Premierminister fand ferner im Juli 2008 der XXIII. Weltjugendtag in Sydney statt. Bereits am 1. Juli 2007 hatte er zusammen mit Premierminister Howard das Weltjugendtagskreuz in einer feierlichen Zeremonie in Darling Harbour in Empfang genommen.
Daneben war er von August 2005 bis Februar 2006 auch Schatzminister (Treasurer) sowie zugleich zwischen August 2005 und September 2008 Minister für Staatsangehörigkeitsangelegenheiten. Ferner war er von Februar 2006 und April 2007 Minister für staatliche Entwicklung in seinem Kabinett.